# 霞城街道
霞城乡，是中华人民共和国湖南省湘潭市岳塘区下辖的一个乡镇级行政单位。

## 行政区划
霞城乡下辖以下地区：
岳塘村、联合村、五星村、顺江村、和平村、下摄司村、霞城村和阳塘村。